# Projet GNU
Cet article concerne le projet GNU dans son ensemble. Pour le système d'exploitation, voir GNU. Pour les autres significations, voir GNU (homonymie).

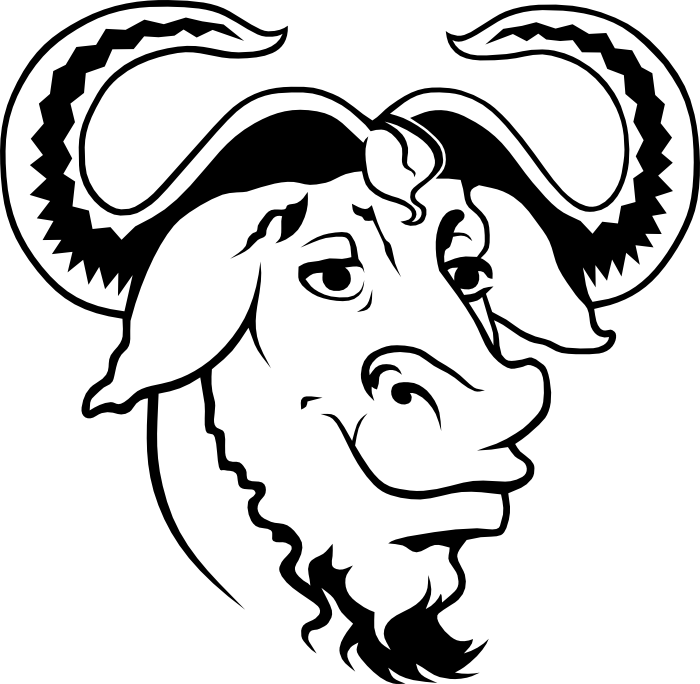
Logo GNU, Aurélio A. Heckert

Le projet GNU est un projet informatique dont les premiers développements ont été réalisés en janvier 1984 par Richard Stallman pour développer le système d’exploitation GNU. Le projet est maintenu par une communauté de hackers organisée en sous-projets. Chaque brique du projet est un logiciel libre utilisable de par sa nature dans des projets tiers, mais dont la finalité est de s’inscrire dans une logique cohérente,, avec l’ensemble des sous-projets en vue de la réalisation d’un système d’exploitation complet et entièrement libre, et avec pour stratégie, l’utilisation de l’existant. 
C’est ainsi que la première version fonctionnelle du système GNU est construite en 1992 avec l’utilisation du noyau Linux, un projet développé indépendamment du projet GNU par Linus Torvalds. Mais si la « rencontre GNU/Linux » permet l’assemblage d’un système libre, le développement d’un micro-noyau reste aujourd’hui l’un des objectifs techniques du projet.
Le projet est soutenu par la Free Software Foundation, en assurant notamment sa protection légale par la gestion de ses droits d'auteurs,. Les objectifs et la philosophie du projet sont par ailleurs définis dans le manifeste GNU, lequel représente l’acte fondateur du mouvement du logiciel libre. Le projet GNU s’inscrit enfin dans une démarche sociale en plaçant les fondements philosophiques du mouvement devant les objectifs techniques du projet,.

## L’annonce du projet
Le 27 septembre 1983, Richard Stallman annonce son projet GNU avec l’objectif de développer un système d’exploitation entièrement libre. Il invite les programmeurs à le rejoindre et contribuer à son développement comme il est d’usage dans la communauté hackeur. Il dévoile également ses motivations jetant là les bases d’une communauté animée par les principes du logiciel libre, un mouvement qu’il formalisera quelques mois plus tard avec le concept de copyleft.

## Le projet GNU et la FSF
Le projet est soutenu par la Free Software Foundation depuis 1985 et s’organise dès l’origine en sous-projets solidaires.
Bien que le système GNU soit la partie visible du projet GNU, les motivations de ce dernier sont avant tout des raisons sociales, éthiques et politiques. En plus d’avoir produit des logiciels et licences libres, le projet GNU a publié un grand nombre de documents, tirant parfois vers le philosophique, dont la majorité ont été écrits par Richard Stallman. Les objectifs politiques restent cependant le domaine réservé de la Free Software Foundation,.
À partir du milieu des années 1990, de nombreuses entreprises ont commencé à s’intéresser au développement de logiciel libre. La FSF a donc recentré ses ressources financières sur le soutien légal et politique du développement des logiciels libres. Les efforts de développement logiciel ont été concentrés sur la maintenance des projets existants et sur la création de nouveaux projets ayant pour objectif de trouver une solution aux problèmes importants menaçant la communauté du libre.

## Avancement du projet
Les activités de développement logiciel du projet GNU ont connu deux périodes : 
- la première qui s’est déroulée dans les années 1980 et début des années 1990 a permis l’élaboration des programmes du système d’exploitation ;
- la deuxième qui a commencé au milieu des années 1990 a été consacrée à des projets stratégiques.

### Projets stratégiques

#### Le noyau
Cet objectif fut partiellement atteint en 1992 lorsque la dernière brique manquante, un noyau de type UNIX libre, fut apportée par Linux. Les développements du noyau GNU Hurd se poursuivent mais le projet n’est plus considéré comme stratégique.

#### L’environnement graphique
Parmi ces nouveaux projets, on retrouve par exemple, le projet GNOME qui a été lancé par le projet GNU parce que KDE, un autre environnement de bureau, commençait à devenir connu mais contraignait les utilisateurs à installer certains logiciels propriétaires. Pour empêcher cela, le projet GNU a lancé simultanément deux projets. Le premier appelé Harmony avait pour objectif de produire des logiciels alternatifs de ceux dont dépendait KDE qui étaient propriétaires. L’idée était que si ce projet aboutissait, le problème lié à KDE disparaissait. Le second, GNOME, a attaqué le même problème d’un point de vue différent. Son objectif initial était de produire une alternative à KDE ne dépendant d’aucun logiciel propriétaire. Finalement, le composant logiciel sur lequel KDE était basé (Qt) fut distribué sous licence libre avant que Harmony n’aboutisse. GNOME a quant à lui très bien progressé.

#### Applications spécifiques

##### Gnash
Un autre exemple de projet est Gnash. Gnash est un logiciel permettant de lire les animations conçues à l’aide du format Flash d’Adobe. Ce projet est considéré comme ayant une haute priorité par GNU car il a été constaté que de nombreuses personnes installent un système d’exploitation libre, un navigateur libre, mais installent le plugin propriétaire d’Adobe.

## Organisation et gouvernance
Le projet GNU est constitué d’un ensemble de sous-projets, aussi appelés paquets GNU, qui sont tous des logiciels libres. Cependant tous les logiciels libres ne font pas partie du projet GNU, seulement ceux qui sont proposés par leur auteur et acceptés le deviennent. Ces paquets GNU doivent correspondre à certains critères et respecter la philosophie du logiciel libre de la FSF, ce qui assure une certaine unité et une certaine cohérence dans le projet.
Un comité consultatif présidé par Richard Stallman s’est réuni pour la première fois en décembre 2009. Sa mission est de veiller à la cohérence de l’ensemble du projet. Il est également un point de contact pour les questions des mainteneurs de chaque paquet ou des membres de la FSF, assurant ainsi la coordination de l’ensemble.
En 2021, à la suite des critiques liées au retour de Richard Stallman à la FSF, un groupe de mainteneurs attachés à la réforme de la gouvernance du projet décide de forker et de créer GNU assembly. Le nouveau projet se dote dès le départ d'un code de conduite,,,.

## La communauté GNU
Les statistiques des contributions GNU pour novembre 2010 publiées par la FSF témoignent du caractère universel du projet. Ces données reposent sur les documents envoyés par les contributeurs pour céder leur droit d’auteur à la FSF. 66 pays sont représentés en novembre 2010 ; les États-Unis représentent un tiers de ces contributeurs ; la France est classée troisième derrière l’Allemagne avec 360 nouveaux contributeurs. Ces deux derniers pays réunis représentent également un tiers. La Chine et l’Inde réunis ne représentent que 5 % des nouveaux contributeurs, mais dans le bulletin de la FSF du mois de décembre, Jeanne Rasata déclare s’attendre à une augmentation rapide de ce chiffre au vu d’une courbe de progression très élevée. Tous les continents sont représentés à l’exception de l’Antarctique.

### GNUnited Nations
Le site officiel du Projet GNU est devenu au fil du temps à la fois considérable et multi-langue. Le projet s'est donc doté d'un outil permettant de faciliter les traductions baptisé GNUnited Nations (gnun). À partir d’un article HTML de base, cet outil de maintenance permet d'extraire un tableau de chaîne de caractères que l'on peut ensuite compléter avec des traductions. Le programme génère ensuite les pages traduites en préservant les balises du modèle.

### Forum des Hackeurs GNU
Le forum des hackeurs GNU, baptisé GHM (de l’anglais GNU Hackers' Meetings), est une réunion annuelle où sont débattues les questions relatives au logiciel libre et au système GNU. Les mainteneurs du projet sont invités à présenter les nouveautés puis échangent autour des thématiques techniques, sociales ou organisationnelles du projet.
La première réunion s’est tenue en Espagne en 2007 avant de s’arrêter à Paris en 2011 et 2013, dans les locaux de l’IRILL,. Lors de la rencontre organisée un an plus tard en Allemagne, les hackeurs révélaient l’existence du programme de surveillance du renseignement anglais, baptisé HACIENDA, et proposait à cette occasion leur solution.

## Juridique
Il existe quatre licences GNU : la GNU GPL, la GNU LGPL, la GNU AGPL et la GNU FDL.
Bien qu'écrites pour GNU, elles sont utilisées par une majorité de logiciels libres, notamment la licence GPL, qui ne font pas nécessairement partie du projet GNU.

## Récompense
- En 2000, le projet est récompensé par USENIX.